# Промышленный ускоритель

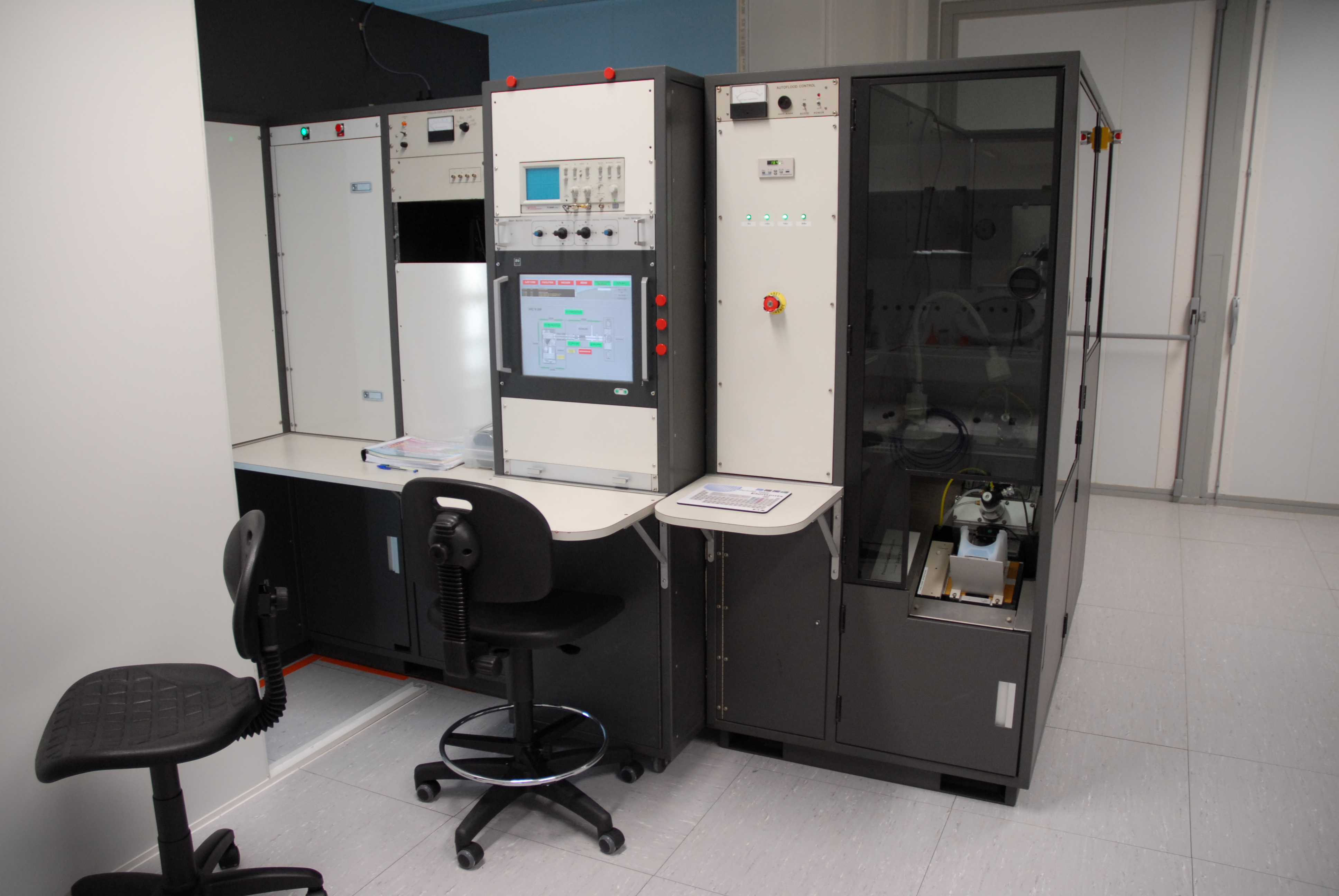
Установка ионной имплантации в Тулузе.

Схема работы Родотрона — промышленного ускорителя электронов компании IBA.

Промышленные ускорители — ускорители заряженных частиц, применяемые в промышленности. Наибольшее распространение получили небольшие линейные ускорители электронов, либо электростатические, либо импульсные, на энергию 0.1÷5 МэВ (электронно-лучевая обработка). Также широко используются электростатические ускорители ионов для легирования тонкого слоя полупроводников, для нужд микроэлектроники (ионная имплантация).

## Применение
Области применения промышленных ускорителей:
- Ионная имплантация.
- Обработка материалов электронным пучком, для придания новых свойств вследствие радиационной полимеризации, вулканизации.
- Стерилизация продуктов питания, медицинского оборудования и материалов (электроны).
- Очистка сточных вод, выбросов газов (электроны).
- Источник гамма-излучения для рентгеновской дефектоскопии (электроны).
- Получение и разделение радиоактивных изотопов.
- Электронно-лучевые технологии[англ.]
- Электронно-лучевая сварка.
- Аддитивные технологии, компания Arcam[англ.] производит 3D-принтеры использующие электронный луч.
- В перспективе — источники нейтронов для подкритических реакторов, управляемых ускорителем (протоны)[3].
- Медицина и Биология [4]
- Ускорительная масс-спектрометрия[англ.] [5]